# 에가긴혀박쥐
에가긴혀박쥐(Scleronycteris ega)는 주걱박쥐과 긴혀박쥐아과에 속하는 박쥐의 하나이다. 남아메리카 토착종으로 브라질 북서부와 베네수엘라 남부 지역에서 발견된다. 에가긴혀박쥐속(Scleronycteris)의 유일종이다.